# Mato Martinković
Mato Martinković (Vinkovci, 6. rujna 1973.), svećenik i pjesnik. 
Osnovnu školu pohađao je u Lipovcu, srednju vjersku klasičnu gimnaziju u Zagrebu i Đakovu, a teološki fakultet u Đakovu i Rijeci. Postavši svećenik, svoju mladu misu slavio je u Lipovcu, a kao svećenik djelovao je kao župni vikar u Slavonskom Brodu i Osijeku i kao upravitelj župe u Sarvašu. Od 15. VIII. 2002. vršio je službu   župnika u Bilju, a 1. XII. 2004. postao je dekan Baranjskog dekanata. Dana 21. VIII. 2005. preuzeo je službu župnika u Vukovaru.
Pjesme je objavljivao u zbirci pjesama studenata teologije u Đakovu "I dogodi se ljubav" i u časopisu Baranja na dlanu (broj 2), a na CD-u Oj, Baranjo ponosita mati autor je naslovne pjesme zajedno s pjesnikom Stipom Golubovim iz Draža. CD je priređen za akciju "Neka Baranja uskrsne". Pjesmu je uglazbio Aleksandar Homoky u suradnji sa Željkom Nikolinom, a izvode je mnoga poznata imena iz svijeta tamburaške glazbe.
Hrvatsko-mađarski kulturni centar Općine Bilje izdao mu je u srpnju 2005. godine, kao treću knjigu edicije Baranjski pučki pjesnici, zbirku pjesama Kao da sanjam (34 str.).
Bavi se i novinarskim radom. Sudjelovao je u vjerskim emisijama Radio-Slavonije i Radio-Broda, a surađivao je i u Osječkim katoličkim novinama (OKNO).    